# Discovery Primea
Le Discovery Primea est un gratte-ciel de 239 mètres construit en 2014 à Makati aux Philippines. 